# Ausias Despuig
Ausiàs Despuig (Xàtiva, ca. 1423 – Roma, 2 de setembro de 1483) foi um cardeal aragonês da Igreja Católica, que foi arcebispo de Monreale.

## Biografia
Doutorou-se em teologia e direito civil. Foi cônego e chantre do capítulo da Catedral de Barcelona. Cônego dos capítulos das catedrais de Girona, Huesca e Urgel, renunciando a esta última depois de 1456. Era subdiácono participantium papal em 26 de junho de 1456. O rei Afonso V nomeou-o chanceler do Estudio General de Léria em 13 de abril de 1457; também, nomeado cônego do capítulo da catedral, a fim de poder ocupar a chancelaria. Nomeado Conselheiro do Rei João II de Aragão, que o nomeou arcebispo de Monreale em julho de 1458, sendo confirmado pelo Papa Pio II em 18 de setembro deste mesmo ano, além de ser embaixador do rei em várias missões.
Referendário da Cúria Romana, 1º de agosto de 1459; ocupou o posto até sua promoção ao cardinalato. Interveio na Concórdia de Barcelona entre o rei João II e seu filho o príncipe de Viana, em 26 de janeiro de 1460. Em 1462, acompanhou o rei de Aragão à conferência de Sauveterre en Béarn com o rei da França, Luís XI. Na primeira revolta dos catalães, alinhou-se, como os outros bispos da Sicília, com o rei João II. Em 21 de novembro de 1471, esteve em Barcelona, juntamente com vários bispos sicilianos, com Juana Enríquez e seu filho, o príncipe Fernando. O príncipe Fernando nomeou-o chanceler do reino da Sicília em 4 de março de 1470, cargo que ocupou por oito anos. No início de 1472, os conselheiros reais pediram à rainha que expulsasse do concílio todos os que haviam sido excluídos na capitulação de Villafrance, entre eles o arcebispo de Monreale, seu tio, o maestre de Montesa e outros. Em 4 de abril de 1472, foi nomeado governador de Roma e vice-camerlengo da Santa Igreja Romana, ocupando os postos até sua promoção ao cardinalato. Nomeado embaixador do rei de Aragão em Roma em 1472. Em 22 de dezembro de 1471, o arcebispo Despuig assinou, em nome do rei João II, uma liga geral da Itália contra os turcos, proposta pelo Papa Paulo II.
Foi criado cardeal pelo Papa Sisto IV no Consistório em 7 de maio de 1473, recebendo o chapéu vermelho na Basílica de Santa Maria Maior, em 10 de maio e o título de cardeal-presbítero de São Vital em 17 de maio do mesmo ano; foi autorizado a manter sua sé.
Em 5 de junho de 1473, Despuig, Oliviero Carafa e outros cardeais, receberam a princesa Leonor de Nápoles, que estava indo para Ferrara para se juntar ao marido Hércules, duque de Ferrara. Em 8 de setembro de 1473, o Papa Sisto IV conferiu ao cardeal Despuig o priorado agostiniano de Santa Cristina de Somport, diocese de Huesca. Em 1474, quando Federico, segundo filho do rei Ferrante de Nápoles, foi a Roma, eles (exceto o cardeal Despuig, que achava que não era apropriado para um cardeal prestar tanta honra ao segundo filho de um monarca que era súdito da igreja) retribuíram a visita.
Em 1475, ele organizou a recepção à embaixada espanhola que foi enviada a Roma para prestar obediência ao novo Papa Sisto IV em nome dos Reis Católicos. Em 15 de dezembro de 1475 recebeu a administração da Arquidiocese de Saragoça, vaga pela morte do arcebispo João de Aragão, mas ele não conseguiu obtê-la devido à oposição de João II, que a queria para seu neto Alonso de Aragão, um menino de apenas seis anos, bastardo de Fernando. A fim de fazê-lo renunciar, outros benefícios foram buscados para ele, e Ferrante de Nápoles concordou que o Papa deveria lhe conceder a administração da diocese de Capaccio e a encomienda do mosteiro de San Pietro de Eboli, em seu reino, até que a controvérsia de Saragoça fosse resolvida. Em 1478 foi alcançado um acordo entre o papa e o rei para a Arquidiocese de Saragoça. Renunciou a este arcebispado (forçado por seu tio Luís, de quem Fernando ameaçou tirar a maestria de Montesa para dá-la a seu filho Alonso), e recebeu em troca a administração perpétua da referida diocese e mosteiro, que ele foi capaz de manter junto com sua sé de Monreale, em 14 de agosto.
Arcebispo Despuig optou pelo título de Santa Sabina em 12 de dezembro de 1477. Em 7 de maio de 1479 foi nomeado legado apostólico com a tarefa de ir ao imperador Frederico III de Habsburgo e aos soberanos da Hungria, Boêmia e Polônia, para incitá-los a participar da cruzada contra os turcos. Esteve presente, durante a legação na Alemanha, na Dieta realizada em Frankfurt. Eleito camerlengo do Sagrado Colégio dos Cardeais por unanimidade em 7 de janeiro de 1482; ele deixou Roma para Foligno devido à peste em maio de 1482, deixando os livros e o selo do Sagrado Colégio para o Cardeal Giovanni Arcimboldo e pediu para exercer o cargo até seu retorno; e mais tarde para o Cardeal Giovanni Battista Cibo; ocupou o posto novamente quando retornou a Roma, 31 de outubro até 15 de janeiro de 1483.
Morreu em 2 de setembro de 1483 em Roma, sendo sepultado na Basílica de Santa Sabina, em um sepulcro feito por Andrea Bregno. Ele deixou todos os seus bens para os pobres. No final do século XVI, ainda havia uma missa celebrada para ele na capela de S. Maria naquela igreja.